# Kemang Indah (Mesuji Raya)
Kemang Indah is een bestuurslaag in het regentschap Ogan Komering Ilir van de provincie Zuid-Sumatra, Indonesië. Kemang Indah telt 1985 inwoners (volkstelling 2010).